# Альфен, Иероним ван
Иероним (Игнатий) ван Альфен (нидерл. Hieronymus van Alphen; 1746—1803) — голландский поэт, богослов, историк и юрист.

## Биография
Ван Альфен родился 8 августа 1746 года в городе Гауде. Изучал юридические науки в Утрехте и Лейдене, занимался адвокатурой в Утрехте; впоследствии занимал в этих городах видные должности и в 1793 году был назначен генеральным казначеем Союза, но, как приверженец оранской партии, сложил с себя это звание, когда в 1795 году была провозглашена Батавская республика, после чего удалился от государственных дел, переселившись в Гаагу.
Иероним ван Альфен был не только замечательным юристом, но также богословом и историком, в особенности же прославился как эстетик и поэт. Возвышенною простотой отличается его кантата «Звездное небо». Кроме написанных им древними размерами од, следует упомянуть его «Kleine gedichten voor kinderen», то есть детские стихотворения, в коих он в простом изложении метко изобразил мысли детского возраста (Утрехт, 1781, нов. изд. 1851); переведены на немецкий язык Гитерманом (Эссен, 1838) и Абелем (Берлин, 1856).
Из сочинений по эстетике заслуживает внимания «Dichtkundige Verhandelingen» (Утрехт, 1782).
Иероним ван Альфен скончался 2 апреля 1803 года в Гааге. Полное собрание сочинений Альфена с его биографией издал Непвей (Утрехт, 1838—39; нов. изд. 1871).